# 6 Underground (film)
6 Underground è un film del 2019 diretto da Michael Bay.
Fanno parte del cast principale Ryan Reynolds, Mélanie Laurent, Manuel Garcia-Rulfo, Adria Arjona, Corey Hawkins e Ben Hardy.

## Trama
Quattro anni dopo aver assistito agli orrori del brutale regime nel fittizio Turgistan, un miliardario americano che ha fatto fortuna con i magneti e la tecnologia, finge la sua morte e forma una squadra di vigilanti per eliminare i criminali e i terroristi che il mondo non può perseguire.
Conosciuto come Uno (il miliardario) recluta altri cinque membri che hanno abbandonato il proprio passato per unirsi alla squadra: Due (la spia), Tre (il sicario), Quattro (il parkour runner e ladro), Cinque (il medico) e Sei (l'autista).
Durante la prima missione a Firenze, la squadra interroga un avvocato per ottenere il nome dei 4 generali del Turgistan. Proprio al termine di un avvincente scontro per le strade di Firenze con la polizia italiana, Sei rimane ucciso.
Alcuni giorni dopo, Uno recluta Sette, un ex cecchino della Delta Force che è sopravvissuto ad un terribile attacco in Afghanistan dove molti suoi compagni sono rimasti uccisi. 
Uno introduce il nuovo membro alla squadra spiegando il loro obiettivo: un colpo di Stato al governo del Turgistan, attualmente presieduto dal dittatore Rovach Alimov, sostituendolo con il fratello Murat, un democratico a favore del popolo.
Dopo aver ucciso i generali di Alimov a Las Vegas, la squadra riesce a salvare Murat, imprigionato dal fratello in un grattacielo di Hong Kong. Dopo aver quasi perso anche Quattro, Sette convince la squadra a rivelare i propri nomi, fino ad ora tenuti secretati per evitare coinvolgimenti personali durante le missioni.
Nel frattempo in Turgistan, Uno mette in moto il piano per il golpe e convince Murat a tenere un discorso in TV al posto del fratello per coinvolgere la popolazione e insorgere contro il dittatore. La rivolta creatasi costringe Alimov a rifugiarsi sul suo yacht, come previsto. Attivando un dispositivo dal cellulare, Uno converte la nave in un enorme magnete disarmando le guardie. Alcune esplosioni fanno affondare lo yacht nel mezzo dell'oceano; Quattro, ancora una volta in difficoltà, viene salvato da Uno che decide stavolta di mettere la vita dei suoi compagni davanti alla missione. Alimov scappa su una scialuppa venendo poi recuperato da un elicottero; proprio quando la missione sembrava fallita, si scopre che l'elicottero è in realtà sotto il controllo dei Ghosts e di Murat che abbandonano Alimov nel deserto, in un campo profughi, dove lo stesso viene picchiato a morte dalla popolazione.
Alla fine della rivoluzione Murat diventa il nuovo presidente del Turgistan, Due e Tre iniziano una relazione, Quattro e Cinque scalano insieme, mentre Uno e Sette si recano a New York. Sette getta una pistola nel fiume ma tiene l'ultimo proiettile; Uno invece guarda da lontano la donna che amava insieme al loro figlio.

## Produzione
Il 7 marzo 2018 è stato annunciato che Michael Bay avrebbe diretto un thriller d'azione intitolato 6 Underground, basato su una sceneggiatura di Rhett Reese e Paul Wernick.
Con un budget che si aggira tra i 150 e 170 milioni di dollari, la produzione del film è iniziata il 5 dicembre 2018. Le riprese si sono svolte a Los Angeles, in Italia (Firenze, Roma, Frascati, Taranto e Siena) e negli Emirati Arabi (al-'Ayn, Abu Dhabi, Liwa Oasis, Ras Al Khaimah e Sharja).

## Distribuzione
Il film è stato distribuito dal 13 dicembre 2019 da Netflix.

## Accoglienza
6 Underground è stato accolto da recensioni per lo più negative da parte della critica. Il sito aggregatore di recensioni Rotten Tomatoes riporta un 36% di gradimento basato su 92 recensioni professionali, con una media di voto del 4,8 su 10. Il commento del sito recita: "6 Underground è rumoroso, frenetico e infine assurdo - che è una brutta notizia o una raccomandazione calorosa, a seconda di come ci si sente sui film di Michael Bay." Su Metacritic, il film detiene un punteggio del 41 su 100, basato sul parere di 22 critici.